# الزبيدات
الزبيدات هي قرية فلسطينية في محافظة أريحا في الضفة الغربية الواقعة في غور الأردن، تقع على بعد 27 كم شمال مدينة أريحا. طبقًا للجهاز المركزي للإحصاء الفلسطيني، كان عدد سكان الزبيدات أكثر من 1,340 نسمة في منتصف عام 2006.

## التاريخ الحديث والمعاصر

### النكسة
بعد حرب 1967، أصبح الزبيدات تحت الاحتلال الإسرائيلي. في عام 1970، صادرت إسرائيل أراضي من الزبيدات من أجل بناء مستوطنة أرجمان الإسرائيلية.

### السلطة الفلسطينية
بعد عام 1995، تم تعريف 1% من أراضي الزبيدات على أنها المنطقة أ، في حين أن المساحة المتبقية هي تم تعريفها على أنها المنطقة ج.
في عام 1997، شكل اللاجئون 96% من السكان. يتم تعيين مرافق عيادة رعاية صحية أولية من المستوى الثاني للقرية من قبل وزارة الصحة. في يناير / كانون الثاني 2010، ذكر روبرت فيسك أن الإسرائيليين أوقفوا تركيب شبكة مياه الصرف الصحي الممولة من الاتحاد الأوروبي في القرية، كجزء من ما أسماه «التطهير العرقي عبر البيروقراطية».

## الجغرافيا
تقع الزبيدات على بعد 35.4 كم (أفقياً) شمال أريحا. يحدها نهر الأردن من الشرق، مرج نعجة من الشمال، طوباس من الغرب، ومرج الغزال من الجنوب.

## السكان
دخلت فلسطين وفود كبيرة عبر العصور من تجار وغيرهم؛ وذلك لموقعها الهام كنقطة وصل بين القارات، ومركز للحضارات والأديان.
| السنة      | (1997) | (2007) | (2017) |
| ---------- | ------ | ------ | ------ |
| عدد السكان | 968    | 1,403  | 1,679  |